# 兰迪·弗耶
兰迪·弗耶（英語：Randy Foye，1983年9月24日—）是美国职业篮球运动员。弗耶身高1米93，主打得分後衛。
弗耶出生于新泽西州纽瓦克，大学就读于维拉诺瓦大学。2006年NBA选秀中于第一轮第7顺位被波士顿凯尔特人选中，随即被交易去森林狼效力。
弗耶是罕有的「鏡像人」，即先天性的器官左右反轉。

## 外部連結
- 兰迪·弗耶在NBA官網（英语）
- 兰迪·弗耶在Basketball-Reference.com（NBA）（英语）
- 兰迪·弗耶在Sports-Reference.com（NCAA）（英语）
- 兰迪·弗耶在ESPN（NBA）（英语）
- 兰迪·弗耶在Eurobasket.com（球員）（英语）
- 兰迪·弗耶在Proballers（英语）
- 兰迪·弗耶在RealGM（英语）